# 企業病棟
『企業病棟』（きぎょうびょうとう）は、江川晴による長編医療小説。1993年4月12日に読売新聞社より刊行、1998年7月17日に集英社文庫より文庫化された。一般病院から企業内の診療所へ転進した若い看護師の視点を通じて、頭痛や不眠、過労死など諸々の問題を抱えたサラリーマンの苦悩を描く。

## 書誌情報
- 企業病棟（1993年4月12日、読売新聞社、ISBN 978-4-643-93024-5）
- 企業病棟（1998年7月17日、集英社文庫、ISBN 978-4-08-748812-8）

## テレビドラマ
『企業病棟』（きぎょうびょうとう）はNHK総合テレビジョンの「ドラマ新銀河」で1994年4月4日から5月5日に放送されたテレビドラマ。原作は江川晴の同名作品。

### キャスト
横見翔子
演 - 後藤久美子　
秋元ミキ
演 - 阿知波悟美
見波冽子
演 - 鍵本景子
横見祐介
演 - 原田大二郎
横見芙美子
演 - 沢田亜矢子
川島徳夫
演 - 谷啓
麻生一彦
演 - 米山望文
横見聡一
演 - 関根信行
山下
演 - 竹本孝之
高梨総務部長
演 - 寺田農
丸山部長
演 - 財津一郎
宮崎陽子
演 - 日向薫
井川顕太郎
演 - 郷ひろみ
その他
演 - 前田未来、木下ほうか

### スタッフ
- 原作 - 江川晴[1]
- 脚本 - 布施博一[1]
- 音楽 - 堀井勝美[1]
- アニメーション - 野中和実
- 医事指導 - 中村毅志夫
- 衣装考証 - 林洋子
- 制作統括 - 浅野加寿子[1]
- 美術 - 青木聖和[1]
- 音響効果 - 米本満、松崎茂[1]
- 技術 - 飛地茂[1]
- 編集 - 市川筆子
- 記録 - 城島純一
- 撮影 - 浪川喜一
- 音声 - 田島敬三
- 照明 - 大地祥嗣
- 映像技術 - 岩岡良和
- 演出 - 諏訪部章夫、遠藤理史、伊勢田雅也[1]

### 主題歌
- 藤井フミヤ「落陽」[1]

### 放送日程
1994年4月26日の第14回（総合テレビ 20時40分からの本放送）は中華航空140便墜落事故の報道特別番組のため、20時52分に打ち切り、翌日の4月27日に振り替えて放送された。